# Poul Weber
Poul Weber (født 30. december 1949) er en dansk politiker som repræsenterer Venstre. Han var den sidste amtsborgmester for Fyns Amt. Efter 1. januar 2007 er Fyns Amt en del af Region Syddanmark.
Poul Weber blev valgt til amtsborgmester efter hans forgænger, den konservative Jan Boye, blev valgt til borgmester i Odense i kommunalvalget d. 15. november 2005. I det samme valg stillede Weber op til Regionsrådet i Region Syddanmark, hvor han opnåede valg med 8.011 stemmer. Han har tidligere været borgmester i Egebjerg Kommune 1989-2001.
Weber er gift og har 3 børn. Han er frugtavler og har tidligere arbejdet inden for anlægssektoren.